# Џонсвил (Калифорнија)
Џонсвил (енгл. Johnsville) насељено је место без административног статуса у америчкој савезној држави Калифорнија.

## Демографија
По попису из 2010. године број становника је 20, што је 1 (-4,8%) становника мање него 2000. године.
| Група             | 2000.      | 2010.       |
| Белци             | 17 (81,0%) | 20 (100,0%) |
| Афроамериканци    | 0 (0,0%)   | 0 (0,0%)    |
| Азијати           | 1 (4,8%)   | 0 (0,0%)    |
| Хиспаноамериканци | 3 (14,3%)  | 0 (0,0%)    |
| Укупно            | 21         | 20          |